# المؤسس عثمان (الموسم الرابع)
المؤسس عثمان الموسم الرابع (2022-2023) من المسلسل التركي التاريخي المؤسس عثمان، بدأ بعرض الحلقة 99 في 5 أكتوبر 2022، وانتهى الموسم بعرض الحلقة 130 في 14 يونيو 2023،من تأليف وإنتاج محمد بوزداغ ومن إخراج أحمد يلماز، عدد حلقات الموسم الرابع بأكمله 32 حلقة، عرضت الموسم الرابع كل يوم الأربعاء علي قناة أي تي في التركية.

## القصة
لقد مر عام تقريبًا منذ فتح يني شهير. هاجر السيد عثمان وعائلته من القبيلة إلى يني شهير.السيد عثمان يدعو أمراء القبيلة ويفتتح الديوان الأول.و لاحقًا، بأمر من السيد عثمان في المجلس، تم تسليم قلعة كاراجا حيصار إلى السيد أورهان.و يواصل السيد علاء الدين تعليمه على يد الفقيه دورسون، الذي عُيَّن قاضيًا في يني شهير.و تم تعيين السيد اكتيمور قائد الجيش في يني شهير بأمر من السيد عثمان.و بعد ذلك، مع المهمة التي أرسلها كونور ألب، الذي كان في الخدمة في القسطنطينية، ذهب السيد عثمان والسيد تورغوت إلى القسطنطينية لإنقاذ الإمبراطور. ثم يزيل السيد عثمان الفخ الذي نصبه الأمير كانتاكوزانوس وأولوف . ويحتل قلعة مرماراجيك. بعد الغزو، وصلت السلطانة الوالدة أسمهان إلى أقصى الحدود. وشكلت السلطانة أسمهان تحالفًا مع الأمير كانتاكوزانوس ضد السيد عثمان. ذهب السيد عثمان إلى قونية لإنقاذ حياة السلطان السلجوقي السابق مسعود. لاحقا، قامت السلطانة الوالدة أسمهان والسلطان علاء الدين بإلقاء القبض على السيد عثمان والسيدة بالا في مرماراجيك وإلقائهما في الزنزانة. بعد تحريرهما من الزنزانة، قام السيد عثمان بإلقاء القبض على الأمير كانتاكوزانوس وإعدامه.و تجمعت السلطانة الوالدة أسمهان أمراء التركمان في المجلس ردًا على اقتراب القائد المغولي نايمان وجيشه. تسلل أولوف إلى قلعة إنياغول مع جنوده واستولى على القلعة. ثم يأتي القائد المغولي نايمان إلى الحدود مع جنوده ويهزم خطة الحرب التي وضعتها السلطانة الوالدة أسمهان مع أمراء التركمان. والسيد عثمان يجمع السادات القبائل ويسير إلى قلعة إنياغول ويفتح القلعة مرة أخرى. أثناء الفتح، احتل القائد نايمان قلعة مرماراجيك وأسر السيد أوكتام. بعد الفتح، وقتل القائد نايمان السيد أوكتام ردًا على قيام السيد عثمان بقطع رأس أولوف. ومن ناحية أخرى، هزم السيد عثمان التحالفات التي أقامها القائد نايمان. ويشكل القائد نايمان تحالفًا مع الحاكم فالنس، ضد السيد عثمان .ثم يذهب السيد عثمان والسلطان السلجوقي السابق مسعود إلى قونية لإسقاط السلطان علاء الدين، وهناك بمساعدة نايمان، يلقي السلطان علاء الدين السيد عثمان والسلطان السلجوقي السابق مسعود بهم في الزنزانة. في وقت لاحق، وبمساعدة أرسلها أرغون خان، تم إنقاذ السيد عثمان والسلطان مسعود وتولى السلطان مسعود العرش مرة أخرى. ثم يغزو السيد عثمان قلعة كوبرو حيصار بخطته. في نهاية الموسم، هزم الحاكم فالنس علي يد السيد عثمان، وانشأ السيد عثمان الخطبة ويعلن فيها رسميا قيام الإمارة العثمانية.

## الممثلون والشخصيات

بوراك أوزجيفيت بدور السيد عثمان
أزوجه تورير بدور بالا خاتون
يلدز جاغري عتيقسوي بدور مالهون خاتون
بيجم شاغلا تاشكن بدور أولجين خاتون
نهاد ألتين كايا بدور أولوف
ميراي أكاي بدور ألتشيشك خاتون
يغيت أوشان بدور بوران ألب
شاغري سينسوي بدور جيركوتاي ألب
روزغار أكسوي بدور السيد تورغوت

### الشخصيات الأساسية[2]
- بوراك أوزجيفيت بدور السيد عثمان (شخصية خيالية)
- يلدز جاغري عتيقسوي بدور مالهون خاتون (شخصية خيالية)
- روزجار أكسوي بدور السيد تورغوت (شخصية خيالية)
- هاكان يلماز بدور كانتاكوزانوس
- أوزجه تورير بدور بالا خاتون (شخصية خيالية)
- نهاد ألتين كايا بدور أولوف
- إيبيك كارابينار بدور فريغ

## الحلقات
| الحلقات                                     | عنوان        | مخرج       | كاتب سيناريو | تاريخ العرض    | عدد المشاهدات في تركيا (بالمليون) | ترتيب المسلسل في تركيا | قناة     |
| ------------------------------------------- | ------------ | ---------- | --- | -------------- | --------------------------------- | ---------------------- | -------- |
| الحلقة 99                                   | "الحلقة 99"  | أحمد يلماز | محمد بوزداغ ,علي أوزان سالكيم ,أوزان بودور ,فاطمة نور جولدالي ,عبد القادر إيلتر ,أسلي زينب بيكر بوزداغ ,أتيلا إنجين | 5 أكتوبر 2022  | 8.26                              | 1                      | أي تي في |
| الحلقة 100                                  | "الحلقة 100" | أحمد يلماز | محمد بوزداغ ,علي أوزان سالكيم ,أوزان بودور ,فاطمة نور جولدالي ,عبد القادر إيلتر ,أسلي زينب بيكر بوزداغ ,أتيلا إنجين | 12 أكتوبر 2022 | 7.62                              | 1                      | أي تي في |
| الحلقة 101                                  | "الحلقة 101" | أحمد يلماز | محمد بوزداغ ,علي أوزان سالكيم ,أوزان بودور ,فاطمة نور جولدالي ,عبد القادر إيلتر ,أسلي زينب بيكر بوزداغ ,أتيلا إنجين | 19 أكتوبر 2022 | 7.38                              | 1                      | أي تي في |
| الحلقة 102                                  | "الحلقة 102" | أحمد يلماز | محمد بوزداغ ,علي أوزان سالكيم ,أوزان بودور ,فاطمة نور جولدالي ,عبد القادر إيلتر ,أسلي زينب بيكر بوزداغ ,أتيلا إنجين | 26 أكتوبر 2022 | 7.76                              | 1                      | أي تي في |
| الحلقة 103                                  | "الحلقة 103" | أحمد يلماز | محمد بوزداغ ,علي أوزان سالكيم ,أوزان بودور ,فاطمة نور جولدالي ,عبد القادر إيلتر ,أسلي زينب بيكر بوزداغ ,أتيلا إنجين | 9 نوفمبر 2022  | 8.57                              | 1                      | أي تي في |
| الحلقة 104                                  | "الحلقة 104" | أحمد يلماز | محمد بوزداغ ,علي أوزان سالكيم ,أوزان بودور ,فاطمة نور جولدالي ,عبد القادر إيلتر ,أسلي زينب بيكر بوزداغ ,أتيلا إنجين | 16 نوفمبر 2022 | 8.52                              | 1                      | أي تي في |
| الحلقة 105                                  | "الحلقة 105" | أحمد يلماز | محمد بوزداغ ,علي أوزان سالكيم ,أوزان بودور ,فاطمة نور جولدالي ,عبد القادر إيلتر ,أسلي زينب بيكر بوزداغ ,أتيلا إنجين | 23 نوفمبر 2022 | 9.35                              | 1                      | أي تي في |
| الحلقة 106                                  | "الحلقة 106" | أحمد يلماز | محمد بوزداغ ,علي أوزان سالكيم ,أوزان بودور ,فاطمة نور جولدالي ,عبد القادر إيلتر ,أسلي زينب بيكر بوزداغ ,أتيلا إنجين | 30 نوفمبر 2022 | 8.13                              | 1                      | أي تي في |
| الحلقة 107                                  | "الحلقة 107" | أحمد يلماز | محمد بوزداغ ,علي أوزان سالكيم ,أوزان بودور ,فاطمة نور جولدالي ,عبد القادر إيلتر ,أسلي زينب بيكر بوزداغ ,أتيلا إنجين | 7 ديسمبر 2022  | 9.61                              | 1                      | أي تي في |
| الحلقة 108                                  | "الحلقة 108" | أحمد يلماز | محمد بوزداغ ,علي أوزان سالكيم ,أوزان بودور ,فاطمة نور جولدالي ,عبد القادر إيلتر ,أسلي زينب بيكر بوزداغ ,أتيلا إنجين | 14 ديسمبر 2022 | 9.46                              | 2                      | أي تي في |
| الحلقة 109                                  | "الحلقة 109" | أحمد يلماز | محمد بوزداغ ,علي أوزان سالكيم ,أوزان بودور ,فاطمة نور جولدالي ,عبد القادر إيلتر ,أسلي زينب بيكر بوزداغ ,أتيلا إنجين | 21 ديسمبر 2022 | 9.88                              | 1                      | أي تي في |
| الحلقة 110                                  | "الحلقة 110" | أحمد يلماز | محمد بوزداغ ,علي أوزان سالكيم ,أوزان بودور ,فاطمة نور جولدالي ,عبد القادر إيلتر ,أسلي زينب بيكر بوزداغ ,أتيلا إنجين | 28 ديسمبر 2022 | 9.61                              | 1                      | أي تي في |
| الحلقة 111                                  | "الحلقة 111" | أحمد يلماز | محمد بوزداغ ,علي أوزان سالكيم ,أوزان بودور ,فاطمة نور جولدالي ,عبد القادر إيلتر ,أسلي زينب بيكر بوزداغ ,أتيلا إنجين | 4 يناير 2023   | 10.04                             | 1                      | أي تي في |
| الحلقة 112                                  | "الحلقة 112" | أحمد يلماز | محمد بوزداغ ,علي أوزان سالكيم ,أوزان بودور ,فاطمة نور جولدالي ,عبد القادر إيلتر ,أسلي زينب بيكر بوزداغ ,أتيلا إنجين | 11 يناير 2023  | 11.90                             | 1                      | أي تي في |
| الحلقة 113                                  | "الحلقة 113" | أحمد يلماز | محمد بوزداغ ,علي أوزان سالكيم ,أوزان بودور ,فاطمة نور جولدالي ,عبد القادر إيلتر ,أسلي زينب بيكر بوزداغ ,أتيلا إنجين | 18 يناير 2023  | 10.88                             | 1                      | أي تي في |
| الحلقة 114                                  | "الحلقة 114" | أحمد يلماز | محمد بوزداغ ,علي أوزان سالكيم ,أوزان بودور ,فاطمة نور جولدالي ,عبد القادر إيلتر ,أسلي زينب بيكر بوزداغ ,أتيلا إنجين | 25 يناير 2023  | 11.29                             | 1                      | أي تي في |
| الحلقة 115                                  | "الحلقة 115" | أحمد يلماز | محمد بوزداغ ,علي أوزان سالكيم ,أوزان بودور ,فاطمة نور جولدالي ,عبد القادر إيلتر ,أسلي زينب بيكر بوزداغ ,أتيلا إنجين | 1 فبراير 2023  | 10.66                             | 1                      | أي تي في |
| تم تأجيل الحلقة بسبب زلزال قهرمان مرعش 2023 |              |            | |                |                                   |                        |          |
| الحلقة 116                                  | "الحلقة 116" | أحمد يلماز | محمد بوزداغ ,علي أوزان سالكيم ,أوزان بودور ,فاطمة نور جولدالي ,عبد القادر إيلتر ,أسلي زينب بيكر بوزداغ ,أتيلا إنجين | 1 مارس 2023    | 9.26                              | 1                      | أي تي في |
| الحلقة 117                                  | "الحلقة 117" | أحمد يلماز | محمد بوزداغ ,علي أوزان سالكيم ,أوزان بودور ,فاطمة نور جولدالي ,عبد القادر إيلتر ,أسلي زينب بيكر بوزداغ ,أتيلا إنجين | 8 مارس 2023    | 8.77                              | 1                      | أي تي في |
| الحلقة 118                                  | "الحلقة 118" | أحمد يلماز | محمد بوزداغ ,علي أوزان سالكيم ,أوزان بودور ,فاطمة نور جولدالي ,عبد القادر إيلتر ,أسلي زينب بيكر بوزداغ ,أتيلا إنجين | 15 مارس 2023   | 8.83                              | 1                      | أي تي في |
| الحلقة 119                                  | "الحلقة 119" | أحمد يلماز | محمد بوزداغ ,علي أوزان سالكيم ,أوزان بودور ,فاطمة نور جولدالي ,عبد القادر إيلتر ,أسلي زينب بيكر بوزداغ ,أتيلا إنجين | 22 مارس 2023   | 7.77                              | 1                      | أي تي في |
| الحلقة 120                                  | "الحلقة 120" | أحمد يلماز | محمد بوزداغ ,علي أوزان سالكيم ,أوزان بودور ,فاطمة نور جولدالي ,عبد القادر إيلتر ,أسلي زينب بيكر بوزداغ ,أتيلا إنجين | 5 أبريل 2023   | 7.73                              | 1                      | أي تي في |
| الحلقة 121                                  | "الحلقة 121" | أحمد يلماز | محمد بوزداغ ,علي أوزان سالكيم ,أوزان بودور ,فاطمة نور جولدالي ,عبد القادر إيلتر ,أسلي زينب بيكر بوزداغ ,أتيلا إنجين | 12 أبريل 2023  | 8.06                              | 1                      | أي تي في |
| الحلقة 122                                  | "الحلقة 122" | أحمد يلماز | محمد بوزداغ ,علي أوزان سالكيم ,أوزان بودور ,فاطمة نور جولدالي ,عبد القادر إيلتر ,أسلي زينب بيكر بوزداغ ,أتيلا إنجين | 19 أبريل 2023  | 6.42                              | 1                      | أي تي في |
| الحلقة 123                                  | "الحلقة 123" | أحمد يلماز | محمد بوزداغ ,علي أوزان سالكيم ,أوزان بودور ,فاطمة نور جولدالي ,عبد القادر إيلتر ,أسلي زينب بيكر بوزداغ ,أتيلا إنجين | 26 أبريل 2023  | 8.29                              | 1                      | أي تي في |
| الحلقة 124                                  | "الحلقة 124" | أحمد يلماز | محمد بوزداغ ,علي أوزان سالكيم ,أوزان بودور ,فاطمة نور جولدالي ,عبد القادر إيلتر ,أسلي زينب بيكر بوزداغ ,أتيلا إنجين | 3 مايو 2023    | 7.88                              | 1                      | أي تي في |
| الحلقة 125                                  | "الحلقة 125" | أحمد يلماز | محمد بوزداغ ,علي أوزان سالكيم ,أوزان بودور ,فاطمة نور جولدالي ,عبد القادر إيلتر ,أسلي زينب بيكر بوزداغ ,أتيلا إنجين | 10 مايو 2023   | 8.07                              | 1                      | أي تي في |
| الحلقة 126                                  | "الحلقة 126" | أحمد يلماز | محمد بوزداغ ,علي أوزان سالكيم ,أوزان بودور ,فاطمة نور جولدالي ,عبد القادر إيلتر ,أسلي زينب بيكر بوزداغ ,أتيلا إنجين | 17 مايو 2023   | 8.40                              | 1                      | أي تي في |
| الحلقة 127                                  | "الحلقة 127" | أحمد يلماز | محمد بوزداغ ,علي أوزان سالكيم ,أوزان بودور ,فاطمة نور جولدالي ,عبد القادر إيلتر ,أسلي زينب بيكر بوزداغ ,أتيلا إنجين | 24 مايو 2023   | 7.57                              | 1                      | أي تي في |
| الحلقة 128                                  | "الحلقة 128" | أحمد يلماز | محمد بوزداغ ,علي أوزان سالكيم ,أوزان بودور ,فاطمة نور جولدالي ,عبد القادر إيلتر ,أسلي زينب بيكر بوزداغ ,أتيلا إنجين | 31 مايو 2023   | 7.24                              | 1                      | أي تي في |
| الحلقة 129                                  | "الحلقة 129" | أحمد يلماز | محمد بوزداغ ,علي أوزان سالكيم ,أوزان بودور ,فاطمة نور جولدالي ,عبد القادر إيلتر ,أسلي زينب بيكر بوزداغ ,أتيلا إنجين | 7 يونيو 2023   | 7.40                              | 1                      | أي تي في |
| الحلقة 130 (نهاية الموسم)                   | "الحلقة 130" | أحمد يلماز | محمد بوزداغ ,علي أوزان سالكيم ,أوزان بودور ,فاطمة نور جولدالي ,عبد القادر إيلتر ,أسلي زينب بيكر بوزداغ ,أتيلا إنجين | 14 يونيو 2023  | 6.64                              | 1                      | أي تي في |

### تركية
1. ↑  Habertürk. "Kuruluş Osman dizisi bu akşam var mı, yok mu 28 Eylül? ATV yayın akışı! Kuruluş Osman yeni sezon ne zaman, saat kaçta başlıyor? Kuruluş Osman 4. sezon ne zaman yayınlanacak?". Habertürk (بالتركية). Archived from the original on 2022-10-09. Retrieved 2023-10-22.
2. ↑  "Kuruluş Osman 4. sezon oyuncu kadrosunda kimler var? ATV ile Kuruluş Osman yeni sezon oyuncuları kimler, hangi karakteri hangi oyuncu oynuyor?". Sabah (بالتركية). Archived from the original on 2023-10-24. Retrieved 2023-10-24.

### إنجليزية
1. ↑  "Kuruluş: Osman TV Show - Season 4 Episodes List - Next Episode". next-episode.net (بالإنجليزية). Archived from the original on 2023-11-13. Retrieved 2023-11-12.

## روابط خارجية
- المؤسس عثمان - الموسم الرابع على IMDb